# Saint-Apollinaire (Hautes-Alpes)

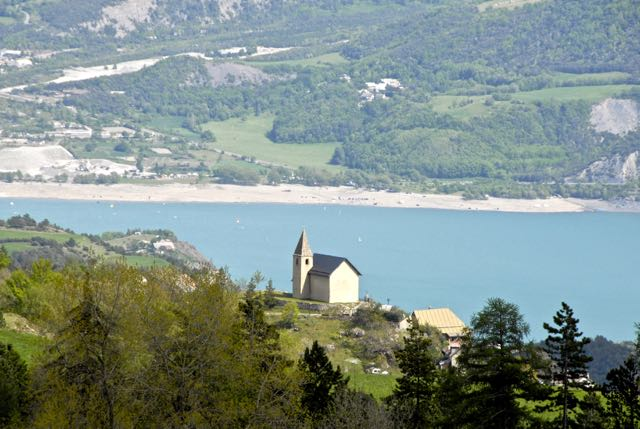
Saint-Apollinaire en het Lac de Serre-Ponçon

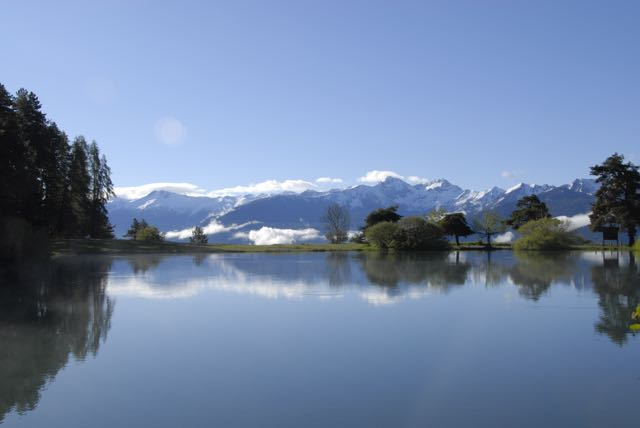
Lac de Saint-Apollinaire noordwestelijk van het dorp

Saint-Apollinaire is een Franse gemeente in het departement Hautes-Alpes (regio Provence-Alpes-Côte d'Azur) en telt 117 inwoners (2009). De plaats maakt binnen het arrondissement Gap deel uit van het kanton Savines-le-Lac. Het dorp dankt zijn naam aan de oude parochie van de patroonheilige Apollinaris van Ravenna, bisschop en martelaar, leerling van de discipel van Petrus.

## Geografie
De oppervlakte van Saint-Apollinaire bedraagt 7,6 km², de bevolkingsdichtheid is dus 15,4 inwoners per km².
Saint-Apollinaire is gelegen op een helling aan de rechteroever van de Durance, ter hoogte van het stuwmeer van Serre-Ponçon. Het dorp ligt op de zuidoostelijke flank van de Pic de Chabrières, een van de meest zuidelijke toppen van het Écrinsmassief. Rond een kleine kerk op rots ligt het dorp op een zonnige plaats, niet beïnvloed door noordelijke winden. Het grondgebied van de gemeente is typisch voor de alpen, en geschikt voor landbouw. Saint-Apollinaire ligt hemelsbreed 7 kilometer oostelijk van Chorges, en 12 kilometer westelijk van Embrun. Het dorp wordt doorkruist door een enkele weg (D 9), die vanuit Chorges naar Saint Apollinaire stijgt en in noordelijke richting naar Réallon voert.
De onderstaande kaart toont de ligging van Saint-Apollinaire (Hautes-Alpes) met de belangrijkste infrastructuur en aangrenzende gemeenten.

## Demografie
Onderstaande figuur toont het verloop van het inwonertal (bron: INSEE-tellingen).
Vanwege een beveiligingsprobleem met de MediaWiki Graph-software is het momenteel niet mogelijk deze grafiek weer te geven. Zodra de software is bijgewerkt zal de grafiek vanzelf weer zichtbaar worden.